# اسماش
اِسماش (smosh) یک چنل یوتوب کمدی آمریکایی است. این شرکت  مستقل توسط آنتونی پادیا (Anthony Padilla) و ایان هیکاکس(ian hecox) در سال 2002 ساخته شد. 
آنتونی یک سایت به اسم "smosh.com" برای فلش انیمشن ساخت، و بعد از مدتی ایان به اون پیوست. اونها در پاییز 2005 شروع به پست گذاشتن در چنل یوتوب smosh کردن و به سرعت تبدیل به محبوب ترین جنل سایت یوتوب شدن. چنل یوتوب اسماش بیشتر از 10 بیلیون بازدید و بیشتر از 25 میلیون سابسکرایب دارد.  
چنل Smosh سه بار، عنوان بیشترین سابسکرایب یوتیوب رو تجربه کرده‌. بار اول از ماه مه تا ژوئن سال ۲۰۰۶، بار دوم از آوریل ۲۰۰۷ تا سپتامبر ۲۰۰۸، و بار سوم از ژانویه تا اوت ۲۰۱۳. 

## جوایز و نامزدها
| سال  | جایزه                   | طبقه‌بندی                                    | دریافت کننده                       | نتیجه    |
| ---- | ----------------------- | ------------------------------------------- | ---------------------------------- | -------- |
| ۲۰۰۶ | جوایز یوتیوب            | Comedy                                      | "Smosh Short 2: Stranded"          | پیروز    |
| 2009 | 2009 Webby Awards       | Experimental & Weird                        | "Sex Ed Rocks"                     | نامزدشده |
| 2010 | 2010 Webby Awards       | Viral                                       | "If Movies Were Real"              | نامزدشده |
| 2013 | 3rd Streamy Awards      | Best Comedy Series                          | Smosh                              | نامزدشده |
| 2013 | 3rd Streamy Awards      | Audience Choice for Personality of the Year | Smosh                              | نامزدشده |
| 2013 | 3rd Streamy Awards      | Best Animated Series                        | Oishi High School Battle           | نامزدشده |
| 2013 | 2013 Webby Awards       | Branded Entertainment Short Form            | "Ultimate Assassin's Creed 3 Song" | نامزدشده |
| 2013 | 2013 Social Star Awards | Most Popular Social Show                    | Smosh                              | نامزدشده |
| 2013 | 2013 Social Star Awards | United States Social Media Star             | Smosh                              | پیروز    |